# Carlo Margotti
Carlo Margotti, italijanski rimskokatoliški duhovnik, škof, nadškof, * 22. april 1891, Alfonsine, † 31. julij 1951, Gorica.

## Življenjepis
11. maja 1915 je prejel duhovniško posvečenje.
8. marca 1930 je postal nadškof (ni prejel nadškofije, ampak le naziv) ter naslovni nadškof Mesembrie; škofovsko posvečenje je prejel 25. marca istega leta.
Nadškofijo je prejel 25. julija 1934, ko je postal nadškof Gorice in Gradiške; to dolžnost je opravljal do smrti.